# یواس‌اس نیاگارا (ای‌پی‌ای-۸۷)
یواس‌اس نیاگارا (ای‌پی‌ای-۸۷) (به انگلیسی: USS Niagara (APA-87)) یک کشتی بود که طول آن ۴۲۶ فوت (۱۳۰ متر) بود. این کشتی در سال ۱۹۴۵ ساخته شد.